# 1896 في إسبانيا
فيما يلي قوائم الأحداث التي وقعت خلال عام 1896 في إسبانيا.

## أحداث
- 5 أبريل – الانتخابات الإسبانية العامة 1896

## مواليد

### يناير
- 27 يناير – أغوستين مونيوث غراندس

### يونيو
- 22 يونيو – سانتياغو أمات كانسينو متسابق يخت إسباني.

### يوليو
- 11 يوليو – إغناثيو إدالغو دي ثيسنيروس

### سبتمبر
- 4 سبتمبر – أنطونين أرتو

### أكتوبر
- 3 أكتوبر – خيراردو دييجو شاعر إسباني.

## وفيات

### يناير
- 1 يناير – خوسيه ماريا رودريغيز دي لوسادا (مواليد 1826) رسام إسباني.

### مارس
- 8 مارس – لرتشوندي (مواليد 1836)